# Cristián Carlos de Schleswig-Holstein-Sonderburg-Plön-Norburg
El Duque Cristián Carlos de Schleswig-Holstein-Sonderburg-Plön-Norburg (Magdeburgo, 20 de agosto de 1674-Sonderburg, 23 de mayo de 1706) fue un oficial en el ejército de Brandeburgo-Prusia.

## Vida
Cristián Carlos era el hijo menor del Duque Augusto de Schleswig-Holstein-Sonderburg-Plön-Norburg e Isabel Carlota de Anhalt-Harzgerode. Siguió un carrera como oficial en el ejército de Brandeburgo-Prusia, siendo ascendido a coronel el 30 de noviembre de 1697 y a mayor general el 14 de enero de 1705.
Después de la muerte de su padre, el Duque Augusto, y el ascenso al poder de su hermano mayor Joaquín Federico en 1699, Cristián Carlos recibió solo una paridad, consistente de los anteriores dominios de su tío el Duque Bernardo de Schleswig-Holstein-Sonderburg-Plön: viz. Søbygård y Gottesgabe, en la isla de Ærø.
Cristián Carlos murió de viruela en 1706. Inicialmente fue enterrado en Norburg. Cuando su hijo Federico Carlos pasó a ser Duque de Schleswig-Holstein-Sonderburg-Plön después de una larga disputa de sucesión, su cuerpo fue trasladado a la cripta ducal en Plön.

### Matrimonio e hijos
Cristián Carlos contrajo matrimonio el 20 de febrero de 1702 en Gross-Umstadt con Dorotea Cristina de Aichelberg (23 de enero de 1674 - 22 de junio de 1762), hija del bailío de Norburg, Juan Francisco de Aichelberg. El matrimonio morganático, secretamente contraído, llevó a un acuerdo con su hermano reinante en el que Cristián Carlos renunciaba a los derechos principescos para sus descendientes y adoptaba el nombre de familia "von Karlstein". No obstante, su hijo Federico Carlos heredaría Schleswig-Holstein-Sonderburg-Plön en 1722, cuando Joaquín Federico murió sin heredero varón.
La pareja tuvo tres hijos:
- Carlota Amalia (1703)
- Guillermina Augusta (1704-1749), desposó en 1731 al conde  Conrad Detlev de Reventlow, el hijo mayor de Christian Detlev Reventlow.
- Federico Carlos de Schleswig-Holstein-Sonderburg-Plön (1706-1761)